# Grupa operacyjna „Mir”
Grupa operacyjna „Mir” – wyższy związek taktyczny Wojska Polskiego z okresu wojny polsko-bolszewickiej.
Grupa zorganizowana została w okresie prowadzenia przez Wojsko Polskie operacji niemeńskiej przez gen. Śmigłego-Rydza 2 października.
Po podpisaniu rozejmu, z dniem 18 października 1920 rozwiązano grupę, a jej wielkie jednostki przeszły w bezpośrednie podporządkowanie 2 Armii

## Struktura organizacyjna
Skład w październiku 1920:
- dowództwo grupy
- 1 Dywizja Piechoty Legionów
- 2 Brygada Jazdy
  - 4., 10. i 13 puł
- 4 Brygada Jazdy
  - 3., 7. i 16 puł